# Orthida
Orthida – wymarły rząd ramienionogów żyjących od wczesnego kambru po schyłek permu.
Muszla kalcytowa, zazwyczaj o obu skorupkach wypukłych i długim oraz prostym brzegu zawiasowym. Muszle u części gatunków są perforowana (podrząd Dalmanellacea), a u innych nieperforowane (podrząd Orthacea). Skorupki pokryte radialnymi żebrami. Brachidium w postaci listewkowatych płytek.
Najstarszy rząd ramienionogów zawiasowych, największy rozwój przechodził w ordowiku i sylurze. Skamieniałości różnych gatunków Orthida mają znaczenie w datowaniu skał ordowickich i sylurskich i są wówczas ważnymi skamieniałościami przewodnimi.